# Marielundskoven
Marielundskoven er beliggende i Kolding. Den strækker sig fra Ndr. Ringvej rundt om Marielundssøen til Kolding Skov og Bramdrup Skov i nord. Marielundskoven afgrænses ved Troldhedebanestien mod øst til Bornholmerkvarteret, hvor bækken krydser under banestien. Skoven på vestsiden af Troldhedestien er Kolding Skov, mens den mod øst kaldes Bramdrup Skov. Der har dog altid været en del diskussion om navnene. Fra ca. 1910 til sidst i 1920’erne var Marielund byens mest yndede udflugtmål med mulighed for frokost i det fri, skøjteløb, koncerter og dans.
Rektor Tauber fra Kolding Latinskole havde i 1822 berømmet området for dets romantiske skønhed. Kolding borgerlige skydeselskab af 1785 fik i 1851 brugsret til området, overladt af købmand H.W. Meyer og Møller Petersen, der ejede Skovmøllen, og brugte søen som mølledam. Opkaldt efter Meyers hustru fik området en kort tid navnet ”Charlottenlund”. Skydeselskabet anlagde stier, skydebane, pavillon og danseplads. Skydeselskabet flyttede 1868 og solgte pavillonen og omkringliggende bygninger, hvorefter besøgene i skoven efterhånden svandt og veje og gangstier blev forsømt indtil Forskønnelsesselskabet for Kolding og Omegn blev interesseret.
Den daværende ejer O.F. Kralund skænkede skoven, til Kolding Kommune, som gave i 1875. Kralund havde dog overdraget gaven allerede i 1873, men gavebrevet er dateret 1875 og i gavebrevets § 4 hedder det: ”Efter min hustru Marie Kralund født Find skal den bortskjænkede Eindom stedse føre navnet ”Marielund” og den store Steen, som er opreist i Skoven, og indhugget dette Navn, skal bestandig fredes og beholde sin nuværende Plads”.
Forskønnelsesselskabet for Kolding og Omegn ønskede at skabe en udflugtsmulighed for byens borgere og opførte derfor en ny pavillon, Marielunds pavillon, som blev indviet den 13. juni samme år. I begyndelsen var stedet for langt væk fra byens midte og derved hovedparten af byens borgere, så det kneb med stedets økonomi, men med byens vækst og de bedre transportmidler, voksede publikummet dog, og der kunne i 1895 bygges en større pavillon. I 1908 blev det besluttet at opføre en ny musikpavillon. I 1919 blev en ny pavillon tilføjet og der var 800 siddepladser. Nogle af disse udvidelser blev ofte finansieret med økonomisk støtte fra byens fremtrædende borgere.
Skovens herlighed blev ca. 1895 igen lovprist, denne gang af digteren Holger Drachmann. Ved søens nordende går en sti op af en bakke og på toppen af bakken, står en bænk, der kaldes Drachmanns bænk. Den mest kendte vært af Marielundspavillonen er nok J.C. Bølling, som Forskønnelsesselskabet antog til stedets første vært. Han var tidligere karl hos byens apoteker, men giftede sig med apotekerens kokkepige, så var der sørget for både den jævne og den finere madlavning i Marielund.
Restaurationens mest kendte gæst er uden tvivl digteren Holger Drachmann, som var Bøllings ven og boede der flere gange som gæst. Restaurationen lukkede i 1967, men bygningerne var dårlige og blev nedrevet januar-februar 1968. I 1991 blev der bygget en naturskole på stedet og Marielundskoven fik en ny indgangsport i 1997, bygget som efterligning af et tidligere indgangsparti. Søen bliver brugt af lystfiskere og stedet er også kendt for sin svamperigdom.

## Søen
Lidt nord for Marielundsøen ligger Marielundskilden. Kilden er en gammel helligkilde, som siges at have magiske egenskaber, såsom helbredelse af syge og svagelige.

## Ny svampeart fundet i Marielundskoven
Marielundskoven ligger på en tung og leret jordbund og er kendt for mange andre spændende og sjældne svampearter, bl.a. satans rørhat, djævlerørhat, kartoffeltrøffel, samt flere arter af koralsvamp.[kilde mangler]
I 2015 blev der fundet en ny svampeart i skoven. Selvom den nye svamp har været ”kendt” i ti år, måtte forskerne vente til 2013, før tilstrækkeligt materiale dukkede op, som har gjort, at svampen officielt er blevet anerkendt som en ny art, med navnet Cortinarius koldingensis.
Cortinarius koldingensis er en stor, grøngul hatsvamp, der tilhører knoldslørhattene. Knoldslørhattene er en af de første grupper af svampe, der er undersøgt i dybden med DNA-analyser, men trods omfattende indsamling og DNA-analyser af knoldslørhattene er Cortinarius koldingensis til dato udelukkende kendt fra Marielundskoven ved Kolding. Derfor antages det, at arten er meget sjælden på europæisk plan.